# Трифун Аджаларски
Трифон (Трифун, Трипун) Христов Смилков, известен и като Аджаларски и Трифон войвода, е български революционер в Македония, войвода на Вътрешната македоно-одринска революционна организация.

## Биография
Трифон Христов е роден в скопското село Хаджилари, от което получава и прякора си, и което тогава е в рамките на Османската империя (днес село Миладиновци, Северна Македония). Братовчед е на войводата Васил Аджаларски.
През 1906 година влиза в Македония като четник при Васил Аджаларски в Скопския район. От лятото на 1907 година влиза като самостоятелен войвода, отново в Скопско. В същия район се завръща и през пролетта на 1908 година.
| Чета на Трифун Аджаларски, 11 юли 1907 година | Чета на Трифун Аджаларски, 11 юли 1907 година | Чета на Трифун Аджаларски, 11 юли 1907 година | Чета на Трифун Аджаларски, 11 юли 1907 година | Чета на Трифун Аджаларски, 11 юли 1907 година |
| Номер                                         | Име                                           | Селище                                        | Околия                                        | Забележка                                     |
| --------------------------------------------- | --------------------------------------------- | --------------------------------------------- | --------------------------------------------- | --------------------------------------------- |
| 1.                                            | Трифун                                        | Аджалари                                      | Скопска                                       |                                               |
| 2.                                            | Стоян Алексов                                 | Лозен                                         | Софийска                                      |                                               |
| 3.                                            | Коста Димитров                                | Шугово                                        | Поройска                                      |                                               |
| 4.                                            | Димитър Попов                                 | Мирково                                       | Пирдопска                                     |                                               |
| 5.                                            | Васил Димитров                                | Плевен                                        |                                               |                                               |
| 6.                                            | Славчо Петров                                 | София                                         |                                               |                                               |
| 7.                                            | Трайко Николов                                | София                                         |                                               |                                               |
| 8.                                            | Йордан Михаилов                               | София                                         |                                               |                                               |
| 9.                                            | Саве Цветанов                                 | Г. Солне                                      | Скопска                                       | [ 4 ]                                         |

| Чета на Трифун Аджаларски, 3 април 1908 година | Чета на Трифун Аджаларски, 3 април 1908 година | Чета на Трифун Аджаларски, 3 април 1908 година | Чета на Трифун Аджаларски, 3 април 1908 година | Чета на Трифун Аджаларски, 3 април 1908 година |
| Номер                                          | Име                                            | Селище                                         | Околия                                         | Забележка                                      |
| ---------------------------------------------- | ---------------------------------------------- | ---------------------------------------------- | ---------------------------------------------- | ---------------------------------------------- |
| 1.                                             | Трифун Христов                                 | Аджалари                                       | Скопска                                        |                                                |
| 2.                                             | Иван Йовчев                                    | Црешово                                        | Скопска                                        |                                                |
| 3.                                             | Димитър Краев                                  | Варна                                          |                                                | [ 5 ]                                          |

След еуфорията около Хуриета и убийството на братовчед му от турците, през 1910 г. отново е войвода в Скопско и Кичевско.
При избухването на Балканската война Трифон Христов е доброволец в Македоно-одринското опълчение като служи в 4 рота на 2 скопска дружина. През Междусъюзническата война е в Сборната партизанска рота на МОО.